# 제니퍼 크리스털 폴리
제니퍼 크리스털 폴리(Jennifer Crystal Foley, 1973년 1월 26일 ~ )는 미국의 배우이다.

## 출연 작품

### 영화
- 굿바이 뉴욕 굿모닝 내 사랑 2 - 황금을 찾아라 (1994) - 빌리 크리스털 연출
- 모정 (1995)
- 대통령의 연인 (1995)
- 못말리는 드라큐라 (1995)
- 파더스 데이 (1997) - 빌리 크리스털 출연
- 61* (2001) - 빌리 크리스털 연출
- 그들만의 부모 가이드 (2012) - 빌리 크리스털 출연

### 텔레비전
- 베벌리힐스 아이들 (1993)
- ER (1995)
- 뉴욕경찰 24시 (1997)
- 더 프랙티스 (2002)
- 천사의 손길 (2002)
- 하우스 (2008-12)
- CSI: 과학수사대 (2009)